# 김응한
김응한(金應漢, E. Han Kim)은 미국의 재무경제학자, 대학교수이며, 대한민국의 여러 회사에서 사외이사로 활동하고 있다. 현재 미국 미시간 대학교 로스 경영대학원에 재직중이다.

## 생애
김응한은 평양 출생으로, 2살 때, 어머니의 등에 업혀 조선민주주의인민공화국에서 남한으로 산을 넘어 탈출한 어린 피난민이었다. 경복고를 졸업한 뒤 20세인 1966년, 미국으로 건너와 로체스터 대학교에서 학부(경영학과)를 마치고 이학사 학위를 얻었다. 코넬 대학교에서 공부를 계속하여 경영학석사(MBA)를 받았다. 이후 뉴욕 주립 대학교 버팔로에서 재무관리 전공으로 박사 학위를 받았다. 1975년, 오하이오 주립대학교에서 재무학 조교수로 교직 생활에 발을 디뎠다. 1978년에 부교수가 되었고, 1980년 미시간 대학교로 옮겼으며, 미쓰이 생명 재정 리서치 센터와 동아시아 경영 발전 센터를 이끌고 있다. 시카고 대학교와 오하이오 주립대학교, 도쿄 대학교 교수를 거쳐 1984년부터 미시간 대학교 석좌교수로 재직하고 있다.
그의 현재 연구 분야는 기업지배구조, 노동 문제, 고급 교육, 인수합병에 집중되어 있다. 그는 재무경제학 분야에서 가장 많이 인용되는 학자 중 한 명이며, 60편이 넘는 학술 기고, 여러 군데의 학술 저널의 편집 위원을 맡고 있다. 『저널 오브 파이낸스』(Journal of Finance)와 『아메리칸 이코노믹 리뷰』(American Economic Review) 등 재무관리와 경제학 분야의 세계 최고 학술지(誌)에 수 차례 논문이 게재됐으며, 『저널 오브 파이낸스』 부편집인을 맡기도 했다. 김응한은 여러 공공 및 민영 분야의 연구소와 함께 컨설팅 프로그램에 참여하였다. 1995년에 조선일보와의 인터뷰를 통해, "한국 경제가 기업들의 중복·과잉투자로 몸살을 앓고 있어 외환위기에 직면할 가능성이 높다" 고 주장, 격렬한 찬반 논란을 일으키기도 했다. 
그의 가장 돋보이는 업적 중 하나는 1998년 1월에 있었다. 한국이 IMF 구제금융 위기를 겪고 있을 때, 국제 은행들과의 외환 상환 재협상에서 정부 측 조언자로 참여하였다. 1월 17일 오전 10시 30분 한국투신 사무실에서 열린 제4차 12인 비상경제대책위원회에서 사절단 구성을 완료했다. 수석대표는 김용환 의원, 교체수석대표는 유종근 지사였다. 실무대표는 정덕구 차관보, 교체실무대표는 변양호 과장이었으며 대표로 마크 워커, 로버트 데이비스, 김응한 교수가 선임됐다. 1997년 말 외채 협상 때는 뉴욕행(行) 비행기 안에서 "모라토리엄" 선언을 할지 여부를 놓고 당시 정덕구 외채(外債)협상 수석대표와 8시간 동안 격정적인 토론을 벌였다는 에피소드가 있다. 
김응한 의장은 또한 여러 회사의 사외이사로도 활동하고 있다. : 미시건 뮤추얼 세이빙 뱅크(1989~90), 하나은행(2001~03년),  포스코(2003~08년, 의장으로서 2007~08년), 케이티(2009년~). 한국투자공사의 민간운영위원(2005~07년)으로도 활동하였다.
2006년 제1회 매일경제-한·미경제학회(KAEA) 이코노미스트상 수상자로 선정되었다. 이 상을 수상하게 된 대표업적은 『저널 오브 파이낸스』에 2005년 6월 게재된 「빼돌릴 것인가 말 것인가:기업속성과 법적 규제환경 및 기업가치」라는 논문이다. 김응한이 이 논문에서 동일한 법적 규제장치 속에서도 기업들이 지배구조와 투명성을 달리하게 되는 요인을 세 가지로 요약하고 한국을 포함한 27개 신흥시장 국가의 859개 기업 자료를 분석했다.

## 학술적 주장
기업지배구조에 대한 주장
최고경영자(CEO) 권력을 생산적인 방향으로 활용하기 위해서는 외부 지배구조를 강화해야 한다. 외부 지배구조가 강한 기업에서는 최고경영자 지분율 변화에 따른 기업 성과 차이가 발생하지 않는 것으로 조사됐다. 기관투자가와 대주주의 모니터링 능력을 강조하는 것도 외부 지배구조를 강화하는 방안이 될 것이다. 지배구조가 취약한 기업일수록 기업가치가 떨어져 인수합병(M&A) 위협에 노출될 것이다. 경영진의 잘못된 판단을 즉시 견제할 수 있는 내외부 시스템을 갖춰야 한다. 한국 대기업과 일부 금융기관들의 "황제경영"은 꼭 나쁜 게 아니다. 리더가 올바른 비전과 전략을 갖추고 있다면 21세기 경영의 가장 큰 덕목인 "스피드"를 최대한 끌어올릴 수 있기 때문이다. 좋은 기업의 공통점은 강력한 리더가 존재한다는 점이며 오너가 조직을 잘 이끌고 있다면 가급적 외부 견제자들의 간섭은 줄이는 게 바람직하다.
분배 정책보다 성장 정책이 우선
기업별 행태를 좌우하는 세 가지 요인으로는 △투자기회 △소유권 집중 △외부금융 등이 꼽힌다. 우선 매출이나 이윤이 확대되는 성장기업인 경우 투자확대에 적극적일 수밖에 없고 이 기업들은 스스로 지배구조와 투명성을 높이는 경향이 강하다. 마찬가지로 외부자금에 대한 수요가 큰 기업들인 경우 그 반대 경우보다 양호한 기업행태를 보였다. 소유권이 집중된 기업이 오히려 지배구조와 투명성에서 양호한 측면이 있다. 법적 규제가 약한 환경에서 흔히 고질병처럼 나타나는 '대리자 갈등(agent conflict)'이 오히려 작기 때문이다.
제대로 기업지배구조 개선을 하기 위해서는 정부가 성장위주의 정책을 펴야 한다. 정부가 적절한 규율과 함께 성장위주 정책을 구사할 경우 이는 다시 기업들로 하여금 지배구조와 투명성을 개선하도록 유도하는 인센티브로 작용하게 된다. 왜냐하면 기업들이 지배구조를 개선하고 투명성을 높일 경우 기업의 시장가치가 높아진다는 것을 스스로 알기 때문이다. 성장위주 정책은 기업의 성장과 외부금융 필요성을 늘려 스스로 지배구조를 개선하도록 이끈다.
반대로 분배위주 정책을 구사할 경우 오히려 지배구조와 투명성을 저해하는 뜻밖의 결과를 초래할 수 있다. 분배위주 정책은 재산권 약화를 불러오고 이는 기업의 재원에 대한 대주주의 영향을 축소시킴으로써 대리인 갈등을 악화시킬 수 있고 그 결과 투자자 보호가 위축되는 결과를 초래하게 된다. 분배위주 정책은 주주의 투자의욕과 외부자금 수요를 떨어뜨린다. 외부(시장)에서 자금을 조달할 필요가 없다면 지배구조를 개선할 의욕도 느끼지 못할 것이다. 기업들이 성장이 막히고 수익확대에 나서지 못할 경우 한가하게 지배구조나 투명성을 개선하기보다는 기업속성상 다른 행태를 보일 수 있기 때문이다. 이렇게 보면 재분배를 통한 평등과 기업지배구조 개선을 동시에 정책목표로 하는 것은 자칫 상충될 수밖에 없다.  
설령 정부가 분배정책을 펴더라도, 분배를 위해 재산권을 침해하지 않을 것이란 점을 명백히 해야 한다. 그렇지 않으면 가진 사람은 위협을 느껴 투자를 꺼리고 못 가진 자들은 비현실적인 기대를 하게 될 것이다. 정부가 성장에 우선권을 둔다고 해도 국민은 그렇게 받아들이지 않는 상황 자체가 위험하다. 흔히 생각하는 것처럼 기업의 사회적 책임을 강조하는 분위기가 실제론 기업들의 시장가치에 별 영향을 주지 않는다. 분배정책과 세금은 지배구조 개선을 위한 인센티브를 없애버린다.

## 부록

### 참고 자료
- “Faculty Profiles (Ross School of Business)”. 2011년 1월 14일에 원본 문서에서 보존된 문서. 2010년 12월 21일에 확인함.
- “김응한-김우찬 교수 약력”. 조선일보. 2003년 4월 27일.[깨진 링크(과거 내용 찾기)]
- BUSINESS 집필진. 〈김응한 _ 가치중심경영과 EVA〉. 《비즈니스 구루에게 듣는다》. 비즈니스맵. 556~쪽.

### 기고문
- 김응한 (2001년 3월 5일). “[경제시평]김응한/외자도입 근로자에도 도움”. 동아일보사. |제목=에 지움 문자가 있음(위치 1) (도움말)
- 김응한 (2001년 4월 2일). “[경제시평]김응한/'노'라고 할 수 있는 은행 돼라”. 동아일보사. |제목=에 지움 문자가 있음(위치 1) (도움말)
- 김응한 (2001년 4월 23일). “[경제시평]김응한/정책 변덕이 증시 목조른다”. 동아일보사. |제목=에 지움 문자가 있음(위치 1) (도움말)